# Disocactus
Disocactus es un género de plantas suculentas epífitas perteneciente a la familia Cactaceae. Contiene 18 especies aceptadas y son nativas de América Central, el Caribe y el norte de América del Sur.

## Descripción
Las especies de este género crecen epífitas o litofíticas y se desarrollan sobre árboles o superficies rocosas. Son arbustivas, profusamente ramificadas, colgantes y de hasta 3 m de longitud. Los brotes son acanalados o aplanados, con forma de cinta de 3 a 10 cm de ancho, ligeramente crenados (con el borde dentado) y similares a hojas.
Los tallos principales son redondeados en la base y se aplanan hacia la parte superior, mientras que los tallos laterales están completamente aplanados. Sobre ellos se asientan areolas desnudas o con lana blanca. Tienen espinas delgadas en forma de cerda de 4 a 9 mm de largo, aunque en ocasiones pueden faltar.
Las flores son grandes, aparecen solas o raramente en grupos y miden de 10 a 15 cm de largo. Tienen forma de embudo o de tubo, a veces son zigomorfas (simetría bilateral) y, con menor frecuencia, actinomorfas (simetría radial). Pueden ser de color rojo brillante, rosa anaranjado, amarillo claro o blanco. Los sépalos del perianto son de color verde amarillento y miden de 1 a 3 cm de largo, con una anchura de 0,3 a 0,7 cm. Los estambres suelen estar dispuestos en dos filas, donde los superiores a veces forman un anillo en la garganta floral. El estilo mide de 9 a 13 cm de largo y el estigma presenta de 8 a 9 lóbulos.
Los frutos tienen forma elipsoide, son parecidos a bayas y pueden estar casi desnudos o cubiertos con unas cuantas escamas pequeñas. Miden hasta 7 cm de largo y unos 3 cm de diámetro. En su interior contienen semillas de forma ancha y ovalada, de 1,5 a 2,4 mm de largo y de 1 a 1,7 mm de ancho. Son de color marrón oscuro a casi negras, brillantes o, en raras ocasiones, algo mate.

## Distribución
El área de distribución nativa de este género abarca Belice, Costa Rica, El Salvador, Guatemala, Honduras, México, Nicaragua, y Panamá. Además ha sido introducida en las Islas Canarias (España) y en las Islas de la Sociedad (Polinesia Francesa).

## Taxonomía
El género fue descrito por el botánico británico John Lindley y publicado en la revista ilustrada Edwards's Botanical Register 31: t. 9 en 1845.
Etimología
Disocactus: nombre genérico formado a partir de las palabras griegas dis (que significa ‘dos veces’), isos (que significa ‘igual’) y kaktos (que significa ‘cardo’ o ‘planta espinosa’), en alusión a los tallos aplanados con forma de hoja (con dos lados idénticos) que presentan las especies de este género.
Sinonimia
- Aporocereus Frič & Kreuz., 1936
- Bonifazia Standl. & Steyerm., 1944
- Chiapasia Britton & Rose, 1923
- × Disheliocereus G.D.Rowley, 1982
- × Disisocactus Doweld, 2001 publ. 2002
- Disisocactus Kunze, 1845
- Disisorhipsalis Doweld, 2001 publ. 2002
- × Disochia G.D.Rowley, 1982
- Heliocereus Britton & Rose, 1909
- × Heliorhipsalis Doweld, 2001 publ. 2002
- Lobeira Alexander, 1944
- Mediocactus Britton & Rose, 1920
- Mediocereus Frič & Kreuz., 1935
- Nopalxochia Britton & Rose, 1923
- Pseudonopalxochia Backeb., 1958
- Trochilocactus Linding., 1942

## Especies aceptadas
Actualmente, el género Disocactus consta de 18 especies aceptadas según Plants of the World Online (POWO):
| Imagen | Nombre científico                                        | Distribución                                                                 |
| ------ | -------------------------------------------------------- | ---------------------------------------------------------------------------- |
|        | Disocactus ackermannii (Haw.) Ralf Bauer                 | Sur de México (Chiapas, Oaxaca, Puebla y Veracruz)                           |
|        | Disocactus anguliger (Lem.) M.Á.Cruz & S.Arias           | Suroeste y centro de México (Jalisco, Oaxaca, Guerrero, Nayarit y Michoacán) |
|        | Disocactus aurantiacus (Kimnach) Barthlott               | Honduras y Nicaragua                                                         |
|        | Disocactus biformis (Lindl.) Lindl.                      | Guatemala, Honduras y El Salvador                                            |
|        | Disocactus blomianus (Kimnach) Lodé                      | Sureste de México (Chiapas)                                                  |
|        | Disocactus crenatus (Lindl.) M.Á.Cruz & S.Arias          | Belice, El Salvador, Guatemala, Honduras, México y Panamá                    |
|        | Disocactus eichlamii (Weing.) Britton & Rose             | Guatemala                                                                    |
|        | Disocactus heterodoxus (Standl. & Steyerm.) Lodé         | Sureste de México (Chiapas) y suroeste de Guatemala                          |
|        | Disocactus hondurensis (Kimnach) Lodé                    | Honduras                                                                     |
|        | Disocactus lepidocarpus (F.A.C.Weber) M.Á.Cruz & S.Arias | Costa Rica y Panamá                                                          |
|        | Disocactus lodei Véliz, L.Velásquez & R.Puente           | Guatemala                                                                    |
|        | Disocactus macdougallii (Alexander) Barthlott            | Sureste de México (Chiapas)                                                  |
|        | Disocactus macranthus (Alexander) Kimnach & Hutchison    | Sur de México y Guatemala                                                    |
|        | Disocactus nelsonii (Britton & Rose) Linding.            | Sur de México y Guatemala                                                    |
|        | Disocactus phyllanthoides (DC.) Barthlott                | México (de Veracruz a Oaxaca)                                                |
|        | Disocactus quezaltecus (Standl. & Steyerm.) Kimnach      | Guatemala                                                                    |
|        | Disocactus salvadorensis Cerén, Menjívar & S. Arias      | El Salvador                                                                  |
|        | Disocactus speciosus (Cav.) Barthlott                    | El Salvador, Guatemala, Honduras y México                                    |